# تشارلز بونزي

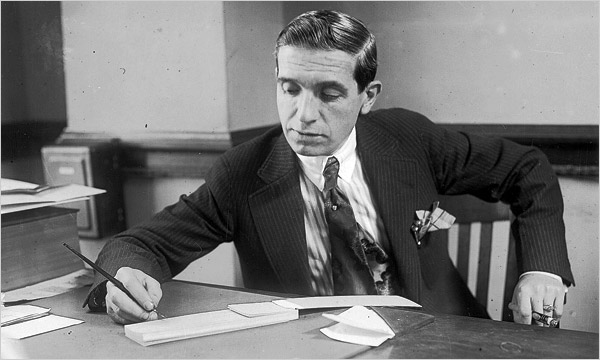
تشارلز بونزي

تشارلز بونزي (بالإيطالية: Carlo Ponzi) واحد من أكبر المحتالين في التاريخ الاميركي وكان أول من أنشأ طريقة الاحتيال الشهيرة ب«سلسلة بونزي» أو هرمية الوهمية أوحتى دالة بونزي.

## نشأته
ولد شارلز بونزي في لوجو في إيطاليا في عام 1882 وهاجر إلى أمريكا في ولاية بوسطن في عام 1903, وكان قد التحق بجامعة روما. والتي خرج منها لعدم قدرته لدفع الرسوم.
عمل أولا كنادل في أحد المطاعم قبل أن يطرد منه لاحتياله على بعض الزبائن. لينتقل بعدها إلى كندا في مونتريال

## أول درس في الاحتيال
عمل بونزي أثناء وجوده في كندا عند أحد الإيطاليين والذي كان يمتلك بنكا للاستثمار العقاري. ولكن سرعان ما أعلن إفلاسه بعد ما تراكمت عليه الديون. واكتشف بونزي أول درس له في الاحتيال بشكل واسع بحيث كان مواطنه يغطي الفائدة الكبيرة 6% التي كان يدفعها لزبائنه وليس من فوائد البنك كما كان يزعم وإنما من نقود المدخرين الجدد نفسها ليوهم أن البنك يحقق أرباحا فتزيد ثقة العملاء به وتزيد معها مدخراتهم. رغم أن الأصول العقارية في ذلك الوقت كانت أدنى مستوياتها وسرعان ما تسارعت الأمور واكتشفت الخدعة واضطر صاحب البنك للهروب إلى المكسيك.وذهب معهم بونزي لفترة من الوقت ولكن سرعان ما عاد إلى أمريكا.
لينضم خلال فترة من الزمن إلى عصابة في تهريب المهاجرين الإيطاليين بين الحدود الأمريكية الكندية.وتم القبض عليه وزج في السجن ليقضي هناك سنتين.

## الاحتيال
ليقوم بعدها بعمل دليل تجاري فيما يشبه الصفحات الصفراء. إلا أنه فشل مشروعه حتى أرسلت شركة أسبانية رسالة تطلب فيها دليله وضمنت رسالتها كوبون بريدي. الكوبون هذا يمكن استبداله بطوابع بريدية كبديل للنقود على أن يرسل لها الدليل إلى إسبانيا. لم يكن بونزي يعرف شيء عن هذه الكوبونات بعد. ولما اكتشف أنه يوجد فرصة تجارية كبيرة. بحيث كان هنالك فرق كبير بين سعر شراء الكوبون في إيطاليا وصرفه أو استبداله بطوابع بريدية في أمريكا. فكان شراءه في إيطاليا رخيصا بينما يمكنك من الحصول على طوابع بريدية ذات قيمة في أمريكا. وقدر بونزي الفائدة من هذه العملية ب 400%. وأخبر الكثير من أقاربه لينضموا لمحفظته التي تتاجر في كوبونات الطوابع البريدية. وكان عرض بونزي حينها فائدة تتجاوز 50% خلال 45 يوما. وانتشر خبر محفظة بونزي وبالفعل تم دفع الارباح للمستثمرين. وظف بونزي الوسطاء والوكلاء لجمع الاموال من المستثمرين. مبدئيا استطاع بونزي بتجميع 500 دولار وخلال فترة بسيطة تم جمع 30000 دولار. من ثم علم أخرون عن محفظة بونزي في ولايات أخرى وازدادت الاموال المستثمرة. وخلال سنة واحدة كانت الاموال المستثمرة لدى محفظة بونزي تتجاوز الملايين. ومن ثم قام بونزي بالاستيلاء على جزء كبير من أسهم بنك هانوفر في بوسطن. وتمكن من أن يصبح رئيسا تنفيذيا للبنك.
وتتم عملية الاحتيال عن طريق دفع فوائد للمستثمرين الأقدم من اموال المدخرين الجدد. وايهام الناس بانها أرباح وفوائد أموالهم. ووعد عملاءه بنسبة أرباح تصل إلى 50 ٪ في غضون 45 يوما، و100 ٪ في غضون 90 يوما، عن طريق شراء الكوبونات البريدية في بلدان مختلفة وبيعها وانجاز لها في القيمة الاسمية في الولايات المتحدة، باعتبار ذلك شكلا من أشكال التحكيم. ومع مرور الوقت أصبح دخله لا يقل عن 250000 دولار يوميا في عام 1920،

## القبض عليه ووفاته
ألقت الشرطة الاتحادية القبض عليه، بعد أن بدأت صحيفة «ذا بوست» في سلسلة من المقالات تتساءل حول هذه الآلة الهائلة لضخ الاموال. فسجن لمدة سنة، في عام 1934 ثم أطلق سراحه، وارسل إلى إيطاليا، ثم البرازيل، حيث أمضى السنوات الأخيرة من حياته في فقر مدقع، حيث عمل كمترجم. ثم اصيب بجلطة دماغية في عام 1948، وتوفي في مستشفى خيري في ريو دي جانيرو في عام 1949.